# 시형
《시형》(중국어 간체자: 尸兄, 정체자: 屍兄, 병음: Shī xiōng 스슝[*])은 중국 만화가 치두위(七度鱼)의 만화이다.

## 주요 등장 인물
백소비/바이샤오페이(白小飞)
성우 : 바오무중양(宝木中阳)
소혜/샤오후이(小惠)
성우 : 쓰다오후이장(四刀辉彰)
소록/샤오루(小鹿)
성우 : 신웨빙빙(新月冰冰)
소미/샤오웨이(小薇)
성우 : 산신(山新), 주췌청(朱雀橙)
후루/샤오진강(葫芦/小金刚)
성우 : 황전지(皇贞季)
셰어제(邪恶姐)
성우 : 주췌청(朱雀橙), 장얼야(张二丫)
1+2
성우 : 진치(金琪), 뤄루(洛如)
서복
성우 : 투터하멍(图特哈蒙)
진시황
성우 : 텅신(藤新)
시왕/스왕(尸王)
성우 : 황전지(皇贞季)
이백/리바이(李白)
성우 : 리루(李璐)